# Sarandí del Yí
Sarandí del Yí és una localitat de l'Uruguai, ubicada al sud-est del departament de Durazno. Es troba a 96 quilòmetres de la capital departamental per la ruta nacional 14 cap a l'est i a 200 quilòmetres de Montevideo per la ruta nacional 6 al nord, al límit amb el departament de Florida. Va ser fundada el 1875 per Dolores Vidal de Pereyra.
És la segona ciutat del departament. Té una població aproximada de 6.659 habitants, d'acord amb les dades del cens de 2004.
| 1963  | 1975  | 1985  | 1996  | 2004    |
| ----- | ----- | ----- | ----- | ------- |
| 6.187 | 6.355 | 5.911 | 6.662 | {{{5}}} |

## Fills il·lustres
- Elías Regules (1861-1929), escriptor, metge i polític.